# Most Laguna Garzón
Most Laguna Garzón je most u Urugvaju poznat po svom neobičnom kružnom obliku. Most se nalazi u Garzónu, a dizajnirao ga je poznati urugvajski arhitekt Rafael Vinoly. Gradnja mosta je započela u rujnu 2014., a otvoren je 22. prosinca 2015. godine.